# Sinfonia n. 12 (Šostakovič)
La Sinfonia n. 12 in re minore (Op. 112, 'L'Anno 1917') di Dmitrij Šostakovič è stata scritta nel 1961 ed eseguita per la prima volta dall'Orchestra filarmonica di Leningrado, diretta da Evgenij Mravinskij, il 22 agosto dello stesso anno. La sinfonia è dedicata a Lenin, come si può evincere dal richiamo del nome della sinfonia alla rivoluzione russa.

## Storia
La sinfonia è stata scritta per il 22º raduno del Partito Comunista dell'Unione Sovietica a Mosca, in occasione dell'anniversario della creazione del partito stesso, tenuto nell'ottobre del 1961.
Già dal 1930 Šostakovič aveva intenzione di comporre una sinfonia omaggio a Lenin.
Per la struttura dell'opera il compositore si basò sulla vita del rivoluzionario russo, dalla giovinezza sino al periodo post-rivoluzionario. Per questo il compositore consultò probabilmente gli scritti di Majakovskij.
Nel dicembre del 1940 Šostakovič riprese, con esiti nulli, la scrittura della sinfonia. Alcuni testi raccontano che Šostakovič cercò di continuare la sinfonia anche nell'anno successivo, ma l'invasione tedesca della Russia provocò una nuova interruzione dei lavori di composizione.
Dall'estate del 1959, ripresi in mano i lavori con l'intento di completare la sinfonia per il 90º anniversario dalla nascita di Lenin (aprile del 1960), ancora una volta la scrittura della composizione procedette a rilento, a causa di una frattura alla gamba nell'ottobre del '60 avvenuta al matrimonio del figlio Maxim.

## Struttura
La sinfonia è costituita da 4 movimenti:

### Moderato -Pietrogrado rivoluzionaria
Il primo movimento cita una melodia tratta da un canto rivoluzionario, "Vergognatevi di voi, tiranni", e una melodia polacca, la "Marcia di Varsavia", che appare anche nella Sinfonia n. 11. Possiamo anche sentire il celebre tema dell'Alleluja del Messia di Haendel.

### Allegro, Adagio -Razliv
Il secondo movimento cita sempre la sinfonia precedente, e la sua composizione precedente "Marcia funebre per le vittime della Rivoluzione". Il nome della sinfonia, Razliv, deriva dall'area di San Pietroburgo dove Lenin stabilì il proprio quartier generale.

### Allegretto -Aurora

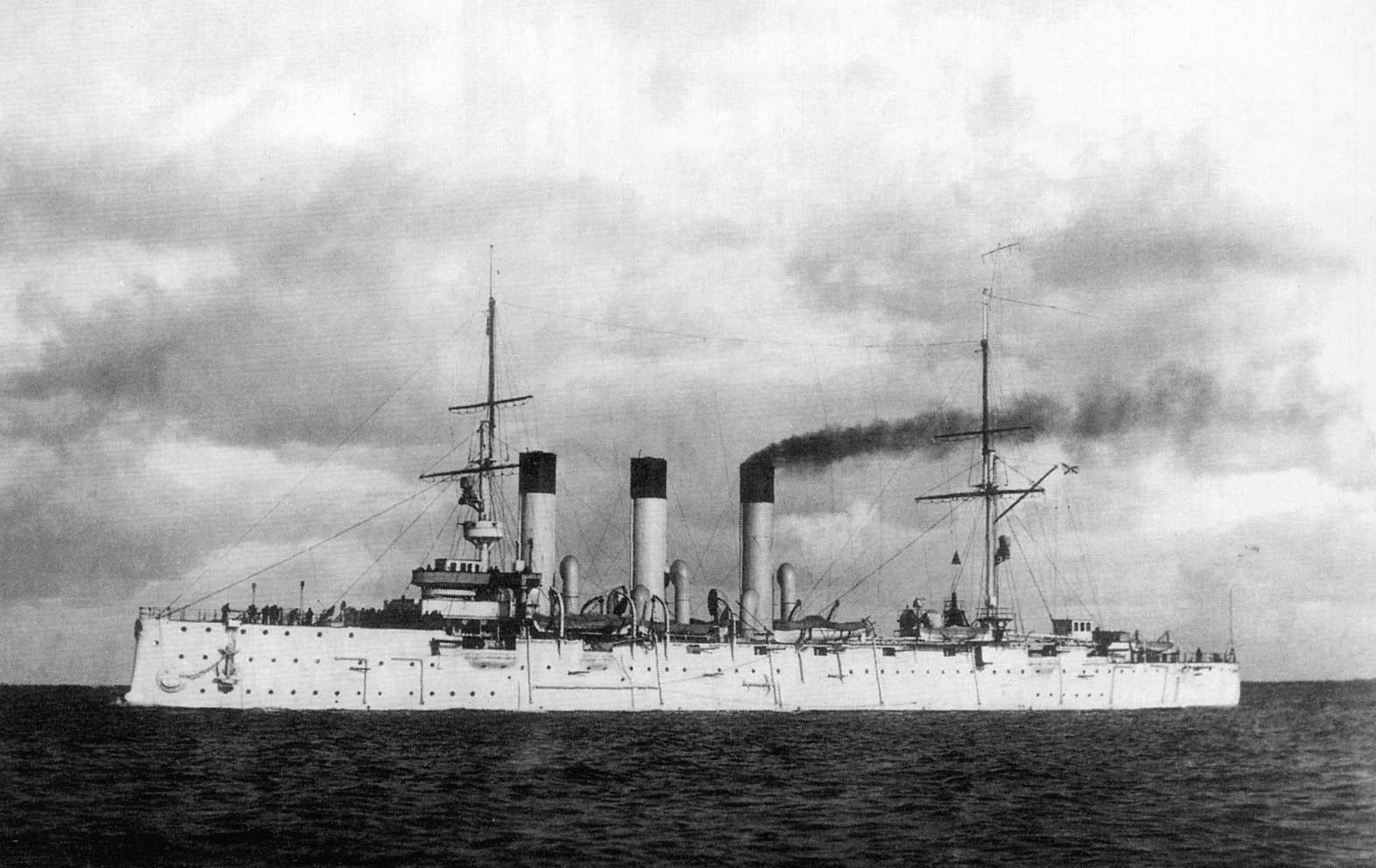
L'incrociatore Aurora nel 1903

Il terzo movimento è in forma di Scherzo. Aurora era l'incrociatore, all'epoca di stanza a Pietrogrado che, con un colpo di cannone, segnò l'inizio della rivoluzione.

### L'istesso tempo -L'alba dell'umanità
Il quarto movimento rappresenta la vita del Soviet dopo la guida di Lenin. La marcia funebre quotata precedentemente si trasforma in un festoso tema nel finale, prima di una conclusione celebrante il leader della rivoluzione bolscevica.

## Registrazioni
- Orchestra filarmonica di Leningrado, Evgenij Mravinskij
- Orchestra filarmonica di Mosca, Kirill Kondrašin